# Pilou-Pilou (personnage)
Pour les articles homonymes, voir Pilou-Pilou.
Eugène le Jeep, plus connu sous le nom de Pilou-Pilou (Eugene the Jeep en version originale), est un personnage de fiction créé en 1936 par Elzie Crisler Segar dans son comic strip The Thimble Theatre Starring Popeye. Il s'agit d'un « bizarroïde » issu d'une autre dimension et doté de pouvoirs magiques. Capable de se dématérialiser, il lit l'avenir et sa queue est une arme létale. Il devient par la suite l'animal de compagnie de Popeye.
Depuis sa première apparition, Pilou-Pilou s’impose comme l’un des personnages secondaires les plus marquants de l’univers de Popeye. Malgré un vocabulaire limité au mot « jeep », il parvient à se faire comprendre et joue souvent un rôle décisif dans le déroulement des intrigues. Son apparence singulière, ses capacités surnaturelles et sa fidélité envers ses compagnons en ont fait une figure emblématique de la série.

## Description

### Pilou-Pilou dans les bandes dessinées
Dans le strip du 9 août 1936 intitulé « Wha’s a Jeep? », le professeur Brainstine tente de percer son mystère : Pilou-Pilou serait un être originaire d’une quatrième dimension, projeté accidentellement dans notre réalité. Sa naissance viendrait d’une fusion entre des cellules interdimensionnelles et celles d’un chien africain, le Hooey Hound.
C’est Olive Oyl qui reçoit Pilou-Pilou en cadeau, envoyé par son oncle Ben Zene, après une expédition en Afrique. L’animal, qui marche debout sur ses pattes arrière, ne prononce qu’un seul mot : « jeep ». Pourtant, malgré son vocabulaire limité, il parvient à se faire comprendre grâce à une gestuelle expressive et une grande sensibilité. Il se nourrit uniquement d’orchidées et possède une palette de pouvoirs aussi variés qu’étonnants : il peut se téléporter, traverser les murs, marcher au plafond, et surtout, il dit toujours la vérité – un don qui le rend aussi redoutable qu’indispensable.
Le personnage apparaît comme une créature au comportement canin, de la taille d’un petit chien, avec une tête évoquant celle d’un ours, une longue queue, et une grande intelligence. Son régime alimentaire exclusivement constitué d’orchidées est d’ailleurs un trait comique utilisé à plusieurs reprises dans les premières années d’apparition du personnage, les orchidées étant alors perçues comme un produit de luxe.
Dans les histoires du comic strip, Pilou-Pilou intervient souvent pour démêler des situations complexes. Lorsqu’Olive le reçoit, un homme d’affaires cupide, Mr. Chizzelflint, cherche à s’en emparer pour profiter de ses capacités. Un autre jour, Pilou-Pilou annonce à Popeye qu’il perdra un combat de boxe contre le redoutable James J. Jab. Le marin est bouleversé par cette prédiction, mais finit par triompher malgré tout – preuve que même les révélations du Jeep peuvent être nuancées.
Il devient un personnage régulier à la fin des années 1930, notamment dans les histoires A Sock for Susan’s Sake et Valley of the Goons. Après la mort d’E. C. Segar en 1938, son rôle diminue progressivement, jusqu’à sa disparition du strip autour de 1950. Il fait une apparition en 1954, où il est mentionné comme ayant rejoint un cirque en compagnie de Toar.
Il fait finalement son retour dans le strip en 1972 sous Bud Sagendorf, et devient un personnage secondaire récurrent sous Bobby London à la fin des années 1980. En 2012, IDW Publishing relance les aventures de Popeye en bande dessinée, où Pilou-Pilou fait son retour. Le premier numéro est même centré sur la recherche d’une compagne pour lui, dans l’idée de commercialiser les futurs « chiots-jeeps ».

### Pilou-Pilou dans les dessins animés
Les premières adaptations animées, dans les années 1930 et 1940, restent fidèles à l’aura énigmatique du personnage. Dans le court-métrage Bizarre, bizarre (The Jeep) en 1938, Popeye le décrit simplement comme un « chien magique qui peut disparaître et faire des trucs ». Deux ans plus tard, dans J’ai le plaisir de vous présenter Eugène (Popeye Presents Eugene the Jeep) en 1940, Olive expédie Pilou-Pilou à Popeye dans un colis : ce dernier découvre alors un « bébé chiot » aux talents extraordinaires.
La série télévisée des années 1960 enrichit encore le mythe du Jeep. Dans un épisode, Pilou-Pilou apparaît pour venir en aide au petit Mimosa, perdu en pleine rue, et le raccompagne sain et sauf jusqu’à la maison de Popeye. Brutus et la Sorcière des mers, voyant une occasion de s’emparer de ses pouvoirs, le kidnappent dans l’espoir de découvrir un trésor. Mais Pilou-Pilou, rusé, les envoie sur une fausse piste. Plus tard dans la série, une autre origine lui est attribuée : cette fois, il est un présent d’un maharadjah, offert à Popeye en remerciement pour son aide envers son peuple. Tandis que ce dernier découvre les pouvoirs du Pilou-Pilou, Mimosa s’échappe à nouveau, poussant Popeye et le Jeep à partir à sa recherche. Dans cette série, les sorts de la Sorcière des mers sont souvent inefficaces contre lui, soulignant son immunité face à la magie.
Dans la série Popeye, Olive et Mimosa, qui imagine les héros quelques années plus tard, Pilou-Pilou apparaît de manière semi-régulière et trouve même une compagne avec qui il a plusieurs petits (deux filles et quatre garçons). Dans l’épisode Dites-le avec des fleurs, il est vu en train de voler des orchidées pour nourrir sa progéniture.
À noter que dans les versions françaises des dessins animés, le personnage est simplement appelé « Eugène ».

### Pilou-Pilou dans le film de 1980
Dans le film Popeye de 1980, réalisé par Robert Altman, Pilou-Pilou devait initialement apparaître comme animal de compagnie magique, selon le scénario original de Jules Feiffer. Il fut cependant retiré de la version finale. Ses pouvoirs prophétiques furent transférés à Mimosa.

## Dans la culture populaire
Pendant la Seconde Guerre mondiale, les soldats américains découvrent un nouveau véhicule léger et tout-terrain : le Willys MB. Rapide, agile, capable d’aller partout, il est vite surnommé « Jeep ». Officiellement, ce nom viendrait de la désignation « GP » pour « General Purpose vehicle », mais de nombreux témoignages de l’époque évoquent aussi « Eugène le Jeep » comme source d’inspiration. Après tout, ce drôle d’animal aux pouvoirs étonnants savait se faufiler partout, franchir les obstacles et accomplir l’impossible — exactement comme le petit 4x4.
L’acteur et ancien Marine R. Lee Ermey, entre autres, soutenait cette théorie selon laquelle le nom du véhicule venait directement du personnage.
L’influence du Pilou-Pilou ne s’arrête pas là. Aux États-Unis, plusieurs écoles adoptent le Jeep comme mascotte, à commencer par le Northeast Dubois High School dans l’Indiana ou le South Webster High School dans l’Ohio. Le petit personnage, modifié aux couleurs locales, incarne l’agilité, l’intelligence et une forme d’insolence sympathique qui plaisent aux élèves.
Même en Europe, Pilou-Pilou a laissé une empreinte. Le dessinateur belge André Franquin a reconnu s’être inspiré du Jeep pour créer l’un de ses personnages les plus célèbres : le Marsupilami. Tout comme Pilou-Pilou, le Marsupilami est un animal inconnu, agile, capable de prouesses incroyables et animé d’un esprit malin. Et la filiation ne s’arrête pas là : le nom même de "Marsupilami" contient un hommage explicite au Pilou-Pilou que l’auteur avait admiré durant son enfance. Franquin a combiné "marsupial", "Pilou-Pilou" et "ami", pour souligner le caractère attachant de sa créature.

## Incarnations
- Popeye (dessins animés, 1933-1957) : ? (voix)
- Popeye the Sailor (série animée, 1960-1962) : ? (voix) et Francis Lax (voix française)
- The All-New Popeye Hour (série animée, 1978-1983) : Don Messick (voix) et Arlette Thomas (voix française)
- Popeye, Olive et Mimosa (série animée, 1987) : Don Messick (voix) et Francis Lax (voix française)